# A961 road
Die A961 road ist eine A-Straße auf den schottischen Orkneyinseln. Insgesamt führt sie mit Mainland, Lamb Holm, Glims Holm, Burray und South Ronaldsay über fünf Inseln, die über Dämme miteinander verbunden sind.

## Verlauf
Die A961 zweigt im Süden der Inselhauptstadt Kirkwall von der A960 ab. Sie verläuft in südlicher Richtung nahe der Ostküste von Scapa Bay bis nach Holm an der Südküste. Über einen Damm, der nördlichsten der im Zuge des Zweiten Weltkriegs errichteten Churchill Barriers, führt die A961 auf die unbewohnte Insel Lamb Holm. Die denkmalgeschützten Notkirche Italian Chapel im Westen passierend, verlässt die Straße Lamb Holm an der Südwestküste und erreicht über den zweiten Damm der Churchill Barriers die ebenfalls unbewohnte Insel Glims Holm.
Über die dritte Churchill Barrier verläuft die A961 in südlicher Richtung nach Burray. Über einen Damm an der Nordküste der Insel führend, schneidet sie den Kopf von Echna Loch vom Meer ab und erreicht Burray Village an der Südküste. Die vierte der Churchill Barriers bringt die Straße schließlich auf die Insel South Ronaldsay. In südwestlicher Richtung den Inselhauptort St Margaret’s Hope anbindet, knickt die A961 nach Süden ab und endet schließlich nach einer Gesamtlänge von 33 km am Fähranleger nach John o’ Groats nahe der Siedlung Burwick.

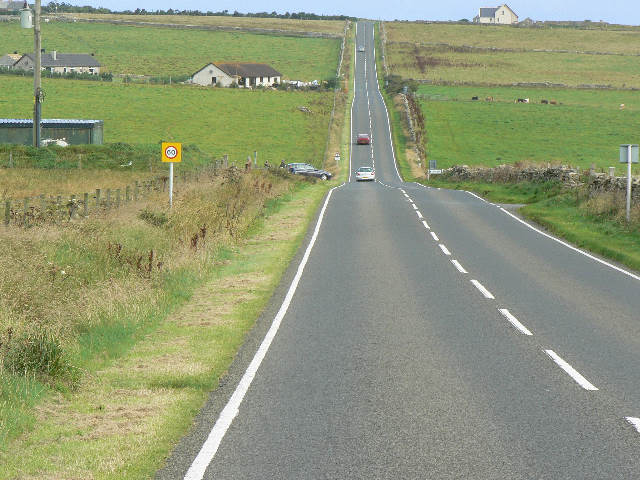
Die A961 südlich von Kirkwall
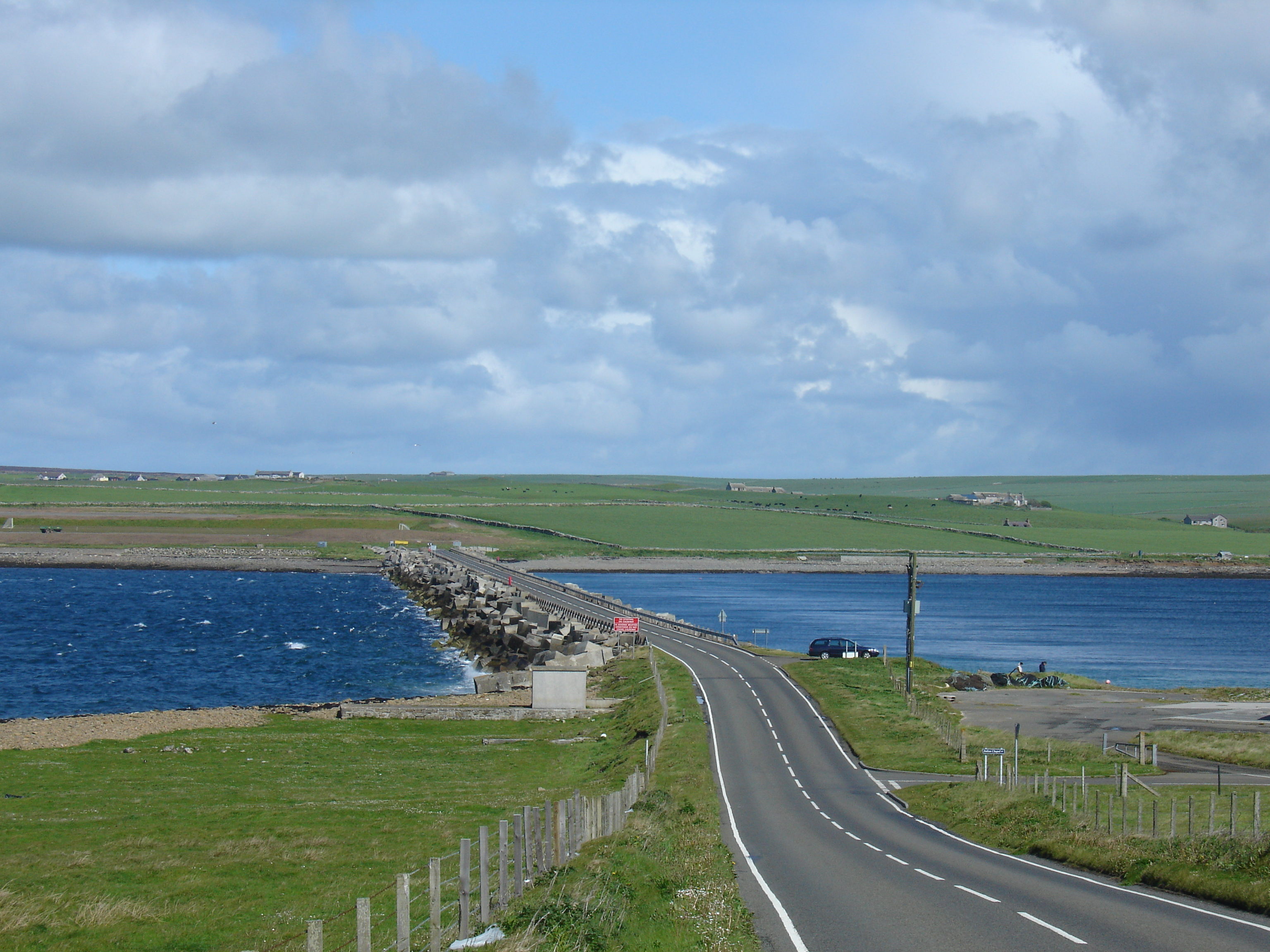
Churchill Barrier 1 zwischen Mainland und Lamb Holm
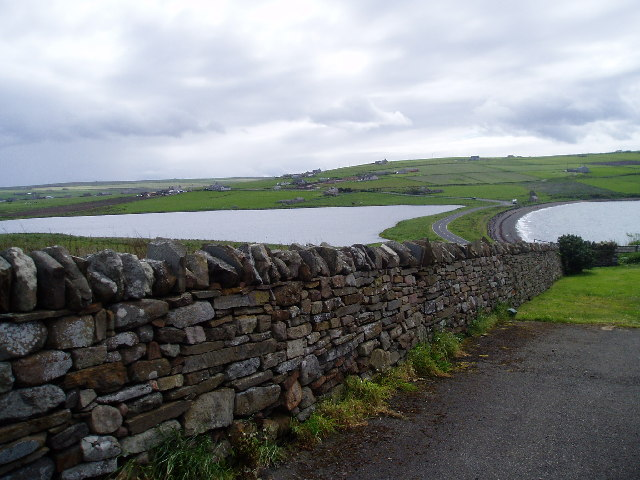
Damm am Kopf von Echna Loch